# Терес (Нижня Франконія)
Терес (нім. Theres) — громада в Німеччині, розташована в землі Баварія. Підпорядковується адміністративному округу Нижня Франконія. Входить до складу району Гасберге. Центр об'єднання громад Терес.
Площа — 30,79 км2. Населення становить 2693 ос. (станом на 31 грудня 2020).